# 루크 그라임스
루크 그라임스(Luke Grimes, 1984년 1월 21일 ~ )는 미국의 배우이다.

## 출연 작품
- 50가지 그림자: 심연
- 50가지 그림자: 해방 - 엘리엇 그레이 역
- 인투 더 애쉬 - 닉 브레너 역